# Lin Hei'er
Lin Hei'er, född 1870, död 1900, var en kinesisk rebell, artist och prostituerad. 
Lin Hei'er var prostituerad och hade också arbetat inom artistyrket som boxare och akrobat. Hon blev en medlem i den kinesiska rörelsen Yihetuan, en nationalistisk kampsportsrörelse som ville befria Kina från utländskt inflytande. Under boxarupproret blev hon en av de mer välkända gestalterna under upproret, känd på engelska som Yellow Lotus Holy Mother of the Yihetuan, och organiserade Röda Lanternans Enhet för kvinnor i Tianjin, där hon själv fungerade som överbefälhavare för ett kompani kvinnliga soldater. Hon tillfångatogs när upproret slogs ned och blev möjligen avrättad, men hennes död är inte bekräftad. 